# Símbolos (álbum de Santa Sabina)
Símbolos es el segundo álbum de Santa Sabina. Fue publicado en 1994 por Culebra Records y BMG Ariola.

## Historia
Tras el éxito de su álbum debut, Santa Sabina logró que su siguiente producción fuera grabada y producida por Adrian Belew, exintegrante de King Crimson, banda que era un referente común al grupo. Tal proceso se realizó en los primeros meses de 1994 en casa del músico estadounidense en Williams Bay, Wisconsin. Belew había producido también El Silencio de Caifanes. El disco incluyó la canción "Nos queremos morir", que pese a ser una de las primeras canciones hechas en la era pre Santa Sabina para la obra de teatro Vox Thanatos en 1989, fue adaptada a la realidad que vivía el país al ocurrir en medio de una de las crisis políticas del México moderno y poco después del levantamiento zapatista.

Cuando nos fuimos a grabar, estuvimos ausentes como un mes y pues nos sentíamos un tanto desconectados de todo lo que sucedía aquí, así que yo me llevé una foto de unos zapatistas que se publicó en el periódico y puse un altarcito con una veladora, en la habitación donde me hospedaba, para mandarles buena vibra.
Rita Guerrero

"Nos queremos morir" fue la primera referencia pública de respaldo al Ejército Zapatista de Liberación Nacional por un grupo de rock de México. El disco fue presentado en el Teatro de la Ciudad de la capital mexicana, en un acto en el que se contó con escenografía y dirección escénica acorde a las canciones del disco.

## Contenido
El disco prosiguió el estilo musical de Santa Sabina con inclusiones marcadas de instrumentación, ritmos y compases del rock latino, el gótico, el jazz y el funk. Dentro de las letras del disco se perciben temáticas relacionadas con la incertidumbre, el miedo, la muerte y la desesperación. Se contó, además de las letras hechas por integrantes del grupo, con las de la poeta Adriana Díaz Enciso. Uno de los temas escrito por Rita Guerrero fue “Una canción para Louis (Vampiro)”, inspirada en Entrevista con el vampiro de Anne Rice.

Toda la música compuesta por Santa Sabina. 
| si    |                                    |        |        |                                                                                            |          |  |
| N.º   | Título                             | Letras | Música | Escritor(es)                                                                               | Duración |  |
| 1.    | «Nos queremos morir»               |        |        | Rita Guerrero, David Hevia, Jacobo Lieberman Radosh                                        | 3:04     |  |
| 2.    | «Miedo»                            |        |        | Rita Guerrero, Luis Alfonso Figueroa, Patricio Iglesias, Juan Sebastián Lach, Pablo Valero | 3:15     |  |
| 3.    | «Luz Del Mar»                      |        |        | Rita Guerrero, Luis Alfonso Figueroa, Patricio Iglesias, Juan Sebastián Lach, Pablo Valero | 4:34     |  |
| 4.    | «Una Canción Para Louis (Vampiro)» |        |        | Rita Guerrero, Luis Alfonso Figueroa, Patricio Iglesias, Juan Sebastián Lach, Pablo Valero | 4:04     |  |
| 5.    | «Símbolos»                         |        |        | Rita Guerrero, Luis Alfonso Figueroa, Patricio Iglesias, Juan Sebastián Lach, Pablo Valero | 4:21     |  |
| 6.    | «Despertar A Los Muertos»          |        |        | Rita Guerrero, Luis Alfonso Figueroa, Patricio Iglesias, Juan Sebastián Lach, Pablo Valero | 3:51     |  |
| 7.    | «Ajusco Nevado»                    |        |        | Rita Guerrero, Luis Alfonso Figueroa, Patricio Iglesias, Juan Sebastián Lach, Pablo Valero | 3:18     |  |
| 8.    | «Estando aquí no estoy»            |        |        | Rita Guerrero, Luis Alfonso Figueroa, Patricio Iglesias, Juan Sebastián Lach, Pablo Valero | 3:18     |  |
| 9.    | «Súbete otra vez»                  |        |        | Rita Guerrero, Luis Alfonso Figueroa, Patricio Iglesias, Juan Sebastián Lach, Pablo Valero | 3:09     |  |
| 10.   | «Alas negras»                      |        |        | Rita Guerrero, Luis Alfonso Figueroa, Patricio Iglesias, Juan Sebastián Lach, Pablo Valero | 5:09     |  |
| 11.   | «Vete leve»                        |        |        | Rita Guerrero, Luis Alfonso Figueroa, Patricio Iglesias, Juan Sebastián Lach, Pablo Valero | 3:19     |  |
| 12.   | «Insomnio»                         |        |        | Rita Guerrero, Luis Alfonso Figueroa, Patricio Iglesias, Juan Sebastián Lach, Pablo Valero | 4:14     |  |
| 45:03 |                                    |        |        |                                                                                            |          |  |